# Odontopera hafneri
Odontopera hafneri är en fjärilsart som beskrevs av Wagner 1918. Odontopera hafneri ingår i släktet Odontopera och familjen mätare. Inga underarter finns listade i Catalogue of Life.